# Perceptual
Perceptual è il secondo album in studio del Brian Blade Fellowship. Registrato nel settembre del 1999 principalmente presso gli Avatar Studios a New York è stato pubblicato dalla Blue Note Records l'11 aprile del 2000. Rappresenta il primo disco della formazione con l'aggiunta del chitarrista Kurt Rosenwinkel. Nate Chinen, critico musicale del New York Times, ha aggiunto il disco tra I 129 album essenziali del XXI secolo (finora), lista presente nel libro La musica del cambiamento.

## Tracce
Tutti i brani, eccetto dove indicato, sono stati composti da Brian Blade
1. Perceptual – 6:28 (musica: Jon Cowherd)
2. Evinrude-Fifty (Trembling) – 7:56
3. Reconciliation – 6:44 (musica: Jon Cowherd)
4. Crooked Creek – 9:10 (musica: Jon Cowherd)
5. Patron Saint of Girls – 2:40
6. The Sunday Boys (Improvisation) – 1:06 (musica: Cowherd, Myron Walden)
7. Variations of A Bloodline – 9:09
8. Steadfast – 8:21
9. Trembling – 2:17

Durata totale: 53:51

## Formazione
- Brian Blade –  batteria, voci
- Melvin Butler – sassofono tenore e soprano
- Jon Cowherd – pianoforte, organo a pompa, Fender Rhodes
- Dave Easley – pedal steel guitar
- Daniel Lanois – chitarra acustica, chitarra, pedal steel guitar
- Joni Mitchell – voce su Steadfast
- Kurt Rosenwinkel – chitarra acustica ed elettrica
- Christopher Thomas – contrabbasso, voci
- Myron Walden – clarinetto basso, sassofono contralto[1]